# Ministry of Social Development
Das Ministry of Social Development (MSD), in Maori Te Manatū Whakahiato Ora, ist ein Ministerium und Public Service Department (Behörde des öffentlichen Dienstes) in Neuseeland, das für die soziale Entwicklung und Unterstützung im Lande zuständig ist.

## Geschichte
Das Ministry of Social Development entstand im Oktober 2001 durch die Zusammenlegung des Ministry of Social Policy und dem Department of Work and Income. Dem gingen in den vielen Jahren zuvor zahlreiche Neugliederungen und Umorganisationen sowie Neuschaffungen von Public Service Departments rund um den Sozialbereich voraus, wie als Beispiel:
- 1904 – die Gründung des Old Age Pensions Department
- 1913 – die Gründung des Pensions Department
- 1939 – die Gründung des Social Security Department auf Basis des Social Security Act 1938
- 1972 – die Gründung des Department of Social Welfare, in dem das Social Security Department und die Child Welfare Division des Department of Education integriert wurden.
- 1992 – die Restrukturierung des Department of Social Welfare
- 1999 – die Gründung des Ministry of Social Policy und Neustrukturierung des Sozialbereiches
- 2001 – die Gründung des Ministry of Social Development durch die Zusammenlegung des Ministry of Social Policy und dem Department of Work and Income

um hier nur die Wichtigsten zu nennen.

## Minister
Das Ministerium arbeitet mit und für folgenden Minister:
- Chris Bishop, National Party als Minister of Housing
- Karen Chhour, ACT New Zealand als Minister for the Prevention of Family and Sexual Violence
- Casey Costello, New Zealand First als Minister for Seniors
- Matt Doocey, National Party als Minister for Youth
- Tama Potaka, National Party als Associate Minister of Housing (Social Housing)
- Penny Simmonds, National Party als Minister for Disability Issues und Associate Minister for Social Development and Employment
- Louise Upston, National Party als Minister for Social Development and Employment, Minister for Child Poverty Reduction und Minister for the Community and Voluntary Sector
- Nicola Willis, National Party als Minister for Social Investment

## Aufgaben und Ziele
Das Ministerium, das über das Land verteilt rund 130 Service und Contact Center besitzt, unterstützt aufgrund seiner vielfältigen Dienstleistungen rund 1,25 Millionen Neuseeländer wenigstens einmal pro Jahr. Unter ihnen befanden sich im Jahr 2019 rund 778.000 Personen, die Rentenzahlungen erhielten, rund 292.000 Personen, die auf Sozialhilfe angewiesen waren, rund 106.000 Personen, die durch ihre Arbeit nicht über genügend Einkommen verfügten und zusätzlich finanzielle Unterstützung bekamen und rund 168.000 Studenten, die Beihilfen oder Darlehen bekamen.
Das Ziel, dass sich das Ministerium gesetzt hat, ist alle Neuseeländer so zu unterstützen, dass sie sicher, gestärkt und unabhängig sind. Dazu sollen sie die Unterstützung erhalten, die sie benötigen, die Möglichkeit erhalten in integrativen und unterstützenden Gemeinschaften zu leben und in positiver Weise am Leben in der Gesellschaft teilhaben und ihre Potenziale ausschöpfen können.